# تونيوكوك
تونيوكوك(646-726) (بالتُركيَّة المُعاصرة: Tonyukuk) كان وزيرا في امبراطورية الجوك تُرك الثانية (745-552) لفترة طويلة، وكان أحد أهم وأشهر رجال الدولة والفكر في ذلك الوقت ويقال أنه من ساهم في اعتناق الترك للدين الإسلامي. وعثرت البعثات الأثرية والتاريخية على عدد من القطع الأثرية المهمة في تاريخ الأتراك، أثناء استكشاف قبره الذي شيده قبل موته.

## سيرته
يعرف تونيوكوك بأنه أشهر الشخصيات في تاريخ الأتراك القديم، بالإضافة إلى دوره في منع الأتراك من اعتناق البوذية وتوجيههم إلى الإسلام. وكشف البروفيسور المؤرخ أحمد تاشاغيل، الذي شارك في عمليات الحفر في منطقة قبر تونيوكوك الواقعة داخل حدود دولة منغوليا الآن، عن عدد كبير من القطع الأثرية والشواهد التي تعود للعالم الإسلامي قديمًا.
وأوضح تاشاغيل أن تونيوكوك وضع حجرين كبيرين مدونا عليهما بعض الملاحظات والتعليمات للأتراك في الفترة بين عامي 720-725 بعد الميلاد، كانت بمثابة المصباح المضيئ للأتراك، موضحًا أن تلك الكتابات المدونة بحروف “الجوك تُرك” القديمة، تتحدث عن ظلم وقهر إمبراطورية الصين في ذلك الوقت، مقدمًا نصائح وتعليمات للقبائل التركية لمواجهة الخطر الصيني.
وقال تاشاغيل: “إن تونيوكوك أكثر الشخصيات التركية القديمة حكمة. وتؤكد المصادر الصينية هذا بوضوح. وساهم في إعاقة تحرك الأعداء الداخليين والخارجيين ضد الإمبراطورية التركية. وكان دائمًا على علم في الوقت المناسب بالمخططات التي يسعى هؤلاء لتنفيذها. وعمل على تجاوز الأتراك لعدد من المشكلات الكبيرة التي واجهتهم. وكان من بين تلك المسائل، أنه منع الأتراك من اعتناق الديانة البوذية. وساهم بشكل ما في تمهيد الطريق أمام الأتراك لاعتناق الدين الإسلامي. فقد كان يرى أن البوذية على أبواب الأتراك. وأكد أنها ستقيّد حركة الأتراك وستفقدهم خواصهم وامتيازاتهم”.